# Arthur Posnansky
Arthur Posnansky (ur. 13 kwietnia 1873 w Wiedniu, zm. 1946 w La Paz) – boliwijski naukowiec, archeolog i historyk.

## Życie

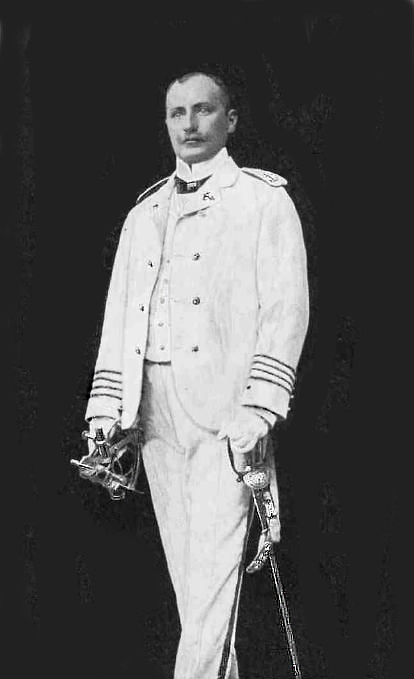
Portret Artura Posnansky’ego w mundurze z czasu Campaña del Acre: la lancha "Iris"; aventuras y peregrinaciones z lat (1900-1901)

Urodzony 13 kwietnia 1873 roku w Wiedniu w państwie austro-węgierskim, w rodzinie o polskich korzeniach. Studiował w Akademii Cesarsko-Królewskiej w Puli w latach 1891–1896. Służył w austro-węgierskiej marynarce wojennej jako inżynier marynarki w stopniu porucznika. W 1896 roku wyemigrował do Ameryki Południowej, gdzie w latach 1899–1903 zajmował się (w Boliwii i Brazylii) badaniami Amazonii. Brał udział w wojnie po stronie Boliwii i wyróżnił się jako kapitan floty. Po zakończeniu działań wojennych został uznany bohaterem narodowym. 
W 1903 roku został dyrektorem Muzeum Narodowego Boliwii. Był założycielem Towarzystwa Archeologicznego i Instytutu Folkloru Boliwii. Wykładał w szkołach w Europie i Stanach Zjednoczonych. Był członkiem wielu towarzystw naukowych na całym świecie (np. Towarzystwa Geograficznego w Rio de Janeiro, Towarzystwa Antropologicznego w Berlinie). Zmarł w 1946 roku w La Paz.
Stał się znany ze względu na badania nad cywilizacją Mezoameryki na terenie starożytnego miasta Tiahuanaco. Wskazał, że kultura Tiahuanaco rozwinęła się między 1500 a 1400 r.p.n.e. i zniknęła w latach pomiędzy 1100 i 1200 naszej ery. Wiek Tiahuanaco Posnansky oszacował na 12 000 lat, wskazując że było ono zamieszkane przez przodków Indian – lud Ajmara, po którym pojawiła się późniejsza cywilizacja Inków.
Odznaczony szwedzkimi krzyżami: kawalerskim Orderu Gwiazdy Polarnej i komandorskim Orderu Wazów.

## Prace
Spuścizna naukowa Posnansky’ego obejmuje dziesiątki publikacji. Jego pierwszą wydaną książką była praca Die Osterinsel und ihre prähistorischen Monumente, która ukazała się w Puli w 1895 roku, ostatnią Boliwia, Estados Unidos y la Era Atomica, 1945.